# Шиплишки (гмина)
Шиплишки (пол. Szypliszki) — сельская гмина (волость) в Польше, входит как административная единица в Сувалкский повет, Подляское воеводство. Административный центр гмины — деревня Шиплишки. Население — 4053 человека (на 2004 год).

## Демография
| Перепись                       | Всего   | Всего | Женщины | Женщины | Мужчины | Мужчины |
| ------------------------------ | ------- | ----- | ------- | ------- | ------- | ------- |
| Единицы                        | человек | %     | человек | %       | человек | %       |
| Население                      | 4053    | 100   | 1998    | 49,3    | 2055    | 50,7    |
| Плотность населения (чел./км²) | 25,9    | 25,9  | 12,8    | 12,8    | 13,1    | 13,1    |

## Поселения
1. Адамовизна
2. Александрувка
3. Анджеево
4. Бецейлы
5. Бялоблота
6. Бильвиново
7. Будзиско
8. Червонка
9. Декшне
10. Дембняк
11. Дембово
12. Форнетка
13. Глембоки-Рув
14. Грауже-Старе
15. Ясёново
16. Еглинец
17. Езорки
18. Калетник
19. Клёнорейсть
20. Кочолки
21. Колёнийки
22. Кшивулька
23. Купово-Фольварк
24. Липняк
25. Липово
26. Ловоце
27. Майдан
28. Малы-Калетник
29. Миколаювка
30. Нове-Грауже
31. Нове-Ясёново
32. Ольшанка
33. Подвойпоне
34. Покомше
35. Полюле
36. Поставелек
37. Пшейма-Мала
38. Пшейма-Велька
39. Пшейма-Высока
40. Романюки
41. Рыбальня
42. Садзавки
43. Ситковизна
44. Слобудка
45. Шельмент
46. Шуры
47. Шимановизна
48. Шиплишки
49. Весолово
50. Венгельня
51. Вятролужа-Друга
52. Войпоне
53. Выгожель
54. Заборышки
55. Жубрын
56. Жырвины

## Соседние гмины
1. Гмина Еленево
2. Гмина Краснополь
3. Гмина Пуньск
4. Гмина Рутка-Тартак
5. Гмина Сувалки
6. Сувалки